# Chromadoria
Los cromadorios (Chromadoria) son una subclase de nematodos de la clase Adenophorea. Las taxonomías más recientes la colocan en su propia familia, Chromadorea, porque Adenophorea es posiblemente parafilético. Tienen el cuerpo usualmente anillado, los anfidios, muy elaborados, espiralados, y tienen tres glándulas esofágicas. Viven normalmente en sedimentos marinos, aunque pueden vivir en otros lugares. Tiene una faringe más compleja que muchos otros nematodos.